# Шлюбний сезон (фільм, 1951)
Шлюбний сезон (англ. The Mating Season) — американська кінокомедія режисера Мітчелла Лейзена 1951 року.

## Сюжет

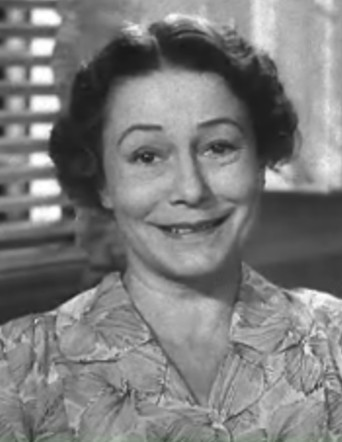
Тельма Ріттер в ролі Еллен МакНалті

Еллен МакНалті продає свій кіоск із продажу гамбургерів і прямує на захід, щоб нанести несподіваний візит своєму синові і його новій дружині. Коли Еллен прибуває на місце, то невістка приймає її за покоївку, найняту для підготовки до великої вечірки. Замість того щоб образитися, Еллен вирішує зіграти запропоновану їй роль, що призводить до маси ускладнень.

## У ролях
- Джин Тірні — Меггі Карлтон
- Джон Ланд — Вал МакНалті
- Міріам Гопкінс — Френ Карлтон
- Тельма Ріттер — Еллен МакНалті
- Джен Стерлінг — Бетсі
- Ларрі Кітінг — містер Калінгер, старший
- Джеймс Лорімер — Джордж С. Калінгер, молодший
- Гледіс Херлбат — місіс Конгер
- Кора Візерспун — місіс Вільямсон
- Малкольм Кін — містер Вільямсон
- Еллен Корбі — Енні
- Біллі Берд — Магсі
- Мері Янг — неодружена жінка